# Decaneuropsis
 Decaneuropsis  H.Rob. & Skvarla, 2007 è un genere di piante angiosperme dicotiledoni della famiglia delle Asteraceae.

## Etimologia
Il nome scientifico del genere (derivato dal nome del genere Decaneurum DC., 1833) è stato definito per la prima volta dai botanici Harold Ernest Robinson (1932-2020) e John Jerome Skvarla (1935-2014) nella pubblicazione " Proceedings of the Biological Society of Washington" ( Proc. Biol. Soc. Washington 120(3): 360) del 2007.

## Descrizione
Le piante di questa voce hanno un habitus arbustivo perenne. I fusti sono rampicanti; i giovani steli sono affusolati e snelli. La superficie di queste piante può essere sia pubescenze (per peli semplici o simmetrici/asimmetrici) che glabra.
Le foglie sono disposte in modo alterno e sono brevemente picciolate. La lamina in genere è semplice con forme ovate, ellittiche o lanceolate con apice acuto e base cuneata. La consistenza è subcoriacea. Le venature normalmente sono pennate (sono presenti anche venature secondarie). I margini sono interi o appena dentati. La superficie può essere pubescente per peli uniseriati (quella inferiore è ghiandolosa).
L'infiorescenza è formata da capolini discoidi, omogami e peduncolati in posizioni terminali o ascellari. Le formazioni possono essere di vario tipo: corimbose, tirsoidi o piramidali. La struttura dei capolini è quella tipica delle Asteraceae: un peduncolo sorregge un involucro con forme campanulate composto da diverse brattee disposte su 4 - 6 serie embricate e scalate che fanno da protezione al ricettacolo sul quale s'inseriscono i fiori di tipo tubuloso. Le brattee dell'involucro, persistenti o decidue (quelle più interne), hanno delle forme più o meno lanceolate con apici variabili da ampiamente ottusi a acuti; sono inoltre prive di ghiandole. Il ricettacolo normalmente è privo di pagliette (ricettacolo nudo). Lunghezza delle brattee: 7-12 mm.
I fiori, da 3 a 40 per capolino, sono tetra-ciclici (ossia sono presenti 4 verticilli: calice – corolla – androceo – gineceo) e pentameri (ogni verticillo ha in genere 5 elementi). I fiori sono inoltre ermafroditi e actinomorfi (raramente possono essere zigomorfi).
- Formula fiorale:

*/x K {\displaystyle \infty }, [C (5), A (5)], G 2 (infero), achenio
- Calice: i sepali del calice sono ridotti ad una coroncina di squame.
- Corolla: la corolla, slanciata, formata da un tubo imbutiforme terminanti in modo campanulato con 5 lobi riflessi, può essere pubescente o glabra. Il colore varia da viola (o porpora) a bianco. Lunghezza della corolla: 8-12 mm.
- Androceo: gli stami sono 5 con filamenti liberi e distinti, mentre le antere sono saldate in un manicotto (o tubo) circondante lo stilo.[12] Le antere, prive di ghiandole, sono provviste alla base di ampie code. Le appendici basali hanno una consistenza soda e sono glabre e strettamente ovato-oblunghe. Il polline può essere di tipo tricolporato, ossia con tre aperture sia a fessura che a poro; può essere inoltre subechinato (con punte)[13] e sub"lophato".
- Gineceo: lo stilo è filiforme senza alla base dei nodi evidenti. Gli stigmi dello stilo sono due lunghi e divergenti; sono sottili, pelosi (peli a spazzola) e con apice acuto. L'ovario è infero uniloculare formato da 2 carpelli. Gli stigmi hanno la superficie stigmatica interna (vicino alla base).[14]

I frutti sono degli acheni con pappo. Gli acheni, con forme clavate o turbinate, hanno 8 - 10 evidenti coste con superficie pelosa (senza ghiandole). All'interno si può trovare del tessuto di tipo idioblasto e rafidi di tipo subquadrato da corti a moderatamente allungati; non è presente il tessuto tipo fitomelanina. Il "carpopodium" (carpoforo) è ampio con forme variabili da obconiche a cilindriche. Il pappo è formato da due serie di numerose e snelle setole.

## Biologia
- Impollinazione: l'impollinazione avviene tramite insetti (impollinazione entomogama tramite farfalle diurne e notturne).
- Riproduzione: la fecondazione avviene fondamentalmente tramite l'impollinazione dei fiori (vedi sopra).
- Dispersione: i semi (gli acheni) cadendo a terra sono successivamente dispersi soprattutto da insetti tipo formiche (disseminazione mirmecoria). In questo tipo di piante avviene anche un altro tipo di dispersione: zoocoria. Infatti gli uncini delle brattee dell'involucro si agganciano ai peli degli animali di passaggio disperdendo così anche su lunghe distanze i semi della pianta.

## Distribuzione e habitat
La distribuzione delle piante di questa voce è relativa al Vecchio mondo (Asia sud-orientale).

## Tassonomia
La famiglia di appartenenza di questa voce (Asteraceae o Compositae, nomen conservandum) probabilmente originaria del Sud America, è la più numerosa del mondo vegetale, comprende oltre 23 000 specie distribuite su 1 535 generi, oppure 22 750 specie e 1 530 generi secondo altre fonti (una delle checklist più aggiornata elenca fino a 1 679 generi). La famiglia attualmente (2021) è divisa in 16 sottofamiglie.

### Filogenesi
Le specie di questo gruppo appartengono alla sottotribù Gymnantheminae descritta all'interno della tribù Vernonieae Cass. della sottofamiglia Vernonioideae Lindl.. Questa classificazione è stata ottenuta ultimamente con le analisi del DNA delle varie specie del gruppo. Da un punto di vista filogenetico in base alle ultime analisi sul DNA la tribù Vernonieae è risultata divisa in due grandi cladi: Muovo Mondo e Vecchio Mondo. I generi della sottotribù Gymnantheminae appartengono al subclade relativo all'Africa tropicale comprese le Hawaii (l'altro subclade africano comprende soprattutto specie meridionali).
La sottotribù, e quindi i suoi generi, si distingue per i seguenti caratteri:
- l'habitus è soprattutto arbustivo o arboreo;
- le brattee interne dell'involucro talvolta sono decidue;
- il polline non è di tipo triporato;
- le antere sono prive di ghiandole;
- le piante sono in prevalenza paleotropicali (avventizie in America).

In precedenza la tribù Vernonieae, e quindi la sottotribù (Gymnantheminae) di questo genere, era descritta all'interno della sottofamiglia Cichorioideae. Le specie di questo genere tradizionalmente erano descritte all'interno del genere Vernonia.
I caratteri distintivi per le specie di questo genere ( Decaneuropsis) sono:
- i fusti hanno un portamento rampicante;
- il tubo della corolla è snello;
- lo stilo è pubescente per peli a spazzola smussati.

### Elenco delle specie
Questo genere ha 12 specie:
- Decaneuropsis andamanica (N.P.Balakr. & N.G.Nair) H.Rob. & Skvarla
- Decaneuropsis andersonii  (C.B.Clarke) H.Rob. & Skvarla
- Decaneuropsis blanda  (DC.) H.Rob. & Skvarla
- Decaneuropsis chingiana  (Hand.-Mazz.) H.Rob. & Skvarla
- Decaneuropsis craibiana  (Kerr) H.Rob. & Skvarla
- Decaneuropsis cumingiana  (Benth.) H.Rob. & Skvarla
- Decaneuropsis eberhardtii  (Gagnep.) H.Rob. & Skvarla
- Decaneuropsis garrettiana  (Craib) H.Rob. & Skvarla
- Decaneuropsis gratiosa  (Hance) H.Rob. & Skvarla
- Decaneuropsis obovata  (Gaudich.) H.Rob. & Skvarla
- Decaneuropsis philippinensis  (Rolfe) H.Rob. & Skvarla
- Decaneuropsis vagans  (DC.) H.Rob. & Skvarla